# Наиф ибн Абдалла
Наиф ибн Абдалла (14 ноября 1914, Эт-Таиф, Мекка — 12 октября 1983, Амман) — иорданский принц из династии Хашимитов. Второй сын короля Иордании Абдаллы и младший брат короля Талала. Регент Иорданского королевства с 20 июля по 8 сентября 1951 в связи с болезнью его брата. Умер 12 октября 1983 года в Аммане. Имеет ряд иорданских, испанских и иракских наград. Женат. Имеет 2 сына (Али и Азем ибн Наиф).

## Биография
Окончил Колледж Виктории в Каире. Он прошел военную подготовку в Турции, где был назначен почетным адъютантом президента Турции Исмета Иненю с апреля 1939 года незадолго до начала Второй мировой войны.
20 Июля 1951 года, после убийства своего отца короля Абдаллы в Иерусалиме он стал регентом при старшем брате Талале,так как Талал находился на лечении в Женеве и не был способен править страной. Был Полковником Королевских Иорданских Сухопутных войcк. Он фактически правил страной до 8 сентября, после чего Талал наконец сложил полномочия под натиском окружения и министров. 
После погребения тела короля-основателя правительство ушло в отставку, и принц Наиф, регент, пообещал примирить Абу аль-Худу, чтобы сформировать новое правительство, и министерство Абу Аль-Худы контролировало парламентские выборы 29 августа 1951 года. 2 сентября 1951 года принц Наиф и Саид Аль-Муфти уехали из Аммана в Швейцарию, где наследный принц Талал проходил лечение, затем принц Талал вернулся с ними в Амман, и Национальное собрание решило назвать его конституционным королем Иордании и принес конституционную присягу перед Национальным собранием, а совет назвал принца Хусейна наследным принцем в соответствии с конституцией. 
Умер в Иордании 12 октября 1983 года.

## Личная жизнь
Принц Наиф был женат на принцессе Михримах Сельджук Султан (которая, к слову, была внучкой турецкого султана Мехмеда V) с 7 октября 1940 года. 
В браке родилось 2 детей.

## Награды
Наиф имел множество иорданских, испанских и иракских наград:
- Рыцарь Большого Кордона (особого класса) Высшего ордена Возрождения (Королевство Иордания).
- Кавалер Большого кордона ордена Независимости (Королевство Иордания).
- Кавалер Большого Кордона ордена Звезды Иордании (Королевство Иордания).
- Рыцарь Большого креста ордена гражданских заслуг (Испания).
- Рыцарь Большого креста ордена военных заслуг (с белым отличительным знаком) (Испания).
- Рыцарь Большого креста (особого класса) ордена Двуречья (Королевство Ирак).